# Dolna Belica
Dolna Belica (macedónul: Долна Белица, albánul Belica e Poshtme) település Észak-Macedóniában, a Délnyugati körzetben, Sztruga községben.

## Népesség
| Lakosok száma | 692  | 712  | 659  | 687  | 808  | 177  | 894  | 1026 | 660  |
|               | 1948 | 1953 | 1961 | 1971 | 1981 | 1991 | 1994 | 2002 | 2021 |

2002-ben 1026 lakosa volt, akik közül 945 albán, 24 vlach, 17 macedón, 1 szerb, 1 török és 38 egyéb.
Korábban vlachok lakták.